# Charles Cavendish (1620-1643)

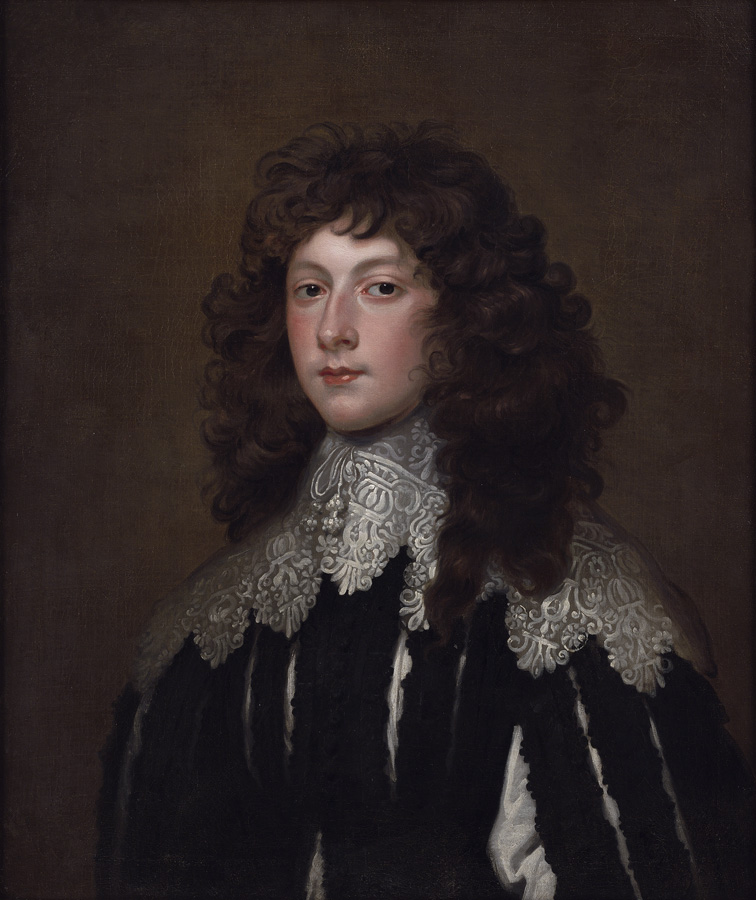
Anoniem. Charles Cavendish. 18e eeuw. Olieverf op doek. 76 × 64 cm. Londen, Philip Mould (juli 2008).

Charles Cavendish (20 mei 1620 – Gainsborough 28 juli 1643) was een Engels royalistisch generaal.
Hij was de tweede zoon van William Cavendish, 2e Earl van Devonshire en Christina, dochter van Edward Bruce, 1e baron Kinloss. Hij werd vernoemd naar zijn peetoom, Karel I van Engeland. In 1638 ging hij met een gouvernant op rondreis door het buitenland en deed onder andere Caïro en delen van Turkije aan. Mei 1641 keerde hij terug naar Engeland en nam daarna deel aan een campagne van de prins van Oranje. Toen de Engelse Burgeroorlog uitbrak meldde hij zich als vrijwilliger aan bij de koninklijke troepen onder bevel van Lord Bernard Stuart. In Edgehill onderscheidde hij zich dusdanig door zijn moed, dat hij het bevel kreeg van de troepen van de hertog van York, na de dood van Lord Aubigny. Als gevolg van een ruzie met een ondergeschikte officier zocht hij een onafhankelijke functie en ontving van de koning de opdracht in het noorden een regiment te paard op te richten. Hij vestigde zich vervolgens in Newark-on-Trent en onderscheidde zich zodanig in zijn anti-parlementaire activiteiten, dat hij benoemd werd tot hoofdaanvoerder van de troepen in Nottinghamshire en Lincolnshire, met als rank kolonel-generaal. Op 23 maart 1643 nam hij Grantham in en versloeg op 11 april Hotham in Ancaster, waardoor hij het oostelijke verbond dreigde te doorbreken. Hij ontving de koningin en begeleidde haar richting Oxford, waarbij hij op 2 juli 1643 op gewelddadige wijze Burton-on-Trent innam. Terwijl hij een beleg van Gainsborough probeerde te voorkomen, werd hij op 28 juli echter gedood door Cromwells kapitein-luitenant, James Berry. Hij werd begraven in Newark om 30 jaar later te worden herbegraven in het graf van zijn moeder in Derby.